# Mordellina gracilis
Mordellina gracilis es una especie de coleóptero de la familia Mordellidae.

## Distribución geográfica
Habita en África.